# Сакси
Саксите или саксонците (на латински: Saxones, англосаксонски: Seaxe, Sahson, Sassen, на немски: Sachsen; на нидерландски: Saksen) са германско племе и съюз на племена.

## Произход и разпространение
Латинското название Saxones се появява за първи път в някои копия на Птолемеевата География, писана през II век. Племето се споменава като обитаващо района северно от долното течение на Елба. Смята се, че името им произхожда от собствения им термин за острие или нож, предпочитаното им оръжие.  В същото време обаче други копия споменават за същото племе под название Axones и се смята, че става дума за погрешно изписване, което Тацит дори нарича Aviones. Поради това се смята за възможно придобилият най-голяма употреба термин сакси да е по-късен опит да се коригира името, като му се придаде някакво значение. 
До пети век саксите обитават района южно от полуостров Ютланд, в днешната област Шлезвиг-Холщайн между Германия и Дания. Северно от техните земи по това време са населени англите, като тази територия и в днешна Дания е наричана Ангелн. На запад граничат с фризите и франките, на юг – с тюрингите. Южните, югоизточните и източните им граници в най-ранната им история не са напълно уточнени.
Още от III в. саксите в съюз с други германи, редовно осъществяват грабителски набези из крайбрежните територии на Римската империя в северна Галия и Британия. В IV в. стават толкова опасни, че римските власти създават нова военно-адмнистративна единица, предназначена да предотвратява нахлуванията им в британските провинции. Това е т. нар. Comitatus Littoris Saxonici, тоест Комитат на саксонското крайбрежие, разполагащ с постоянна щабквартира в района на днешен Лондон, а също така и два легиона, помощни войски и флот.
След оттеглянето на римските сили от Британия в началото на V в. саксите преминават от грабителски набези към трайно настаняване на острова. Заедно с англи, фризи и юти, от които ги различават някои диалектни езикови особености, те завладяват териториите на доскрошната римска провинция. Един от първите известни по име техни предводители е Кердик, който създава саксонско владение около Лондон в средата на V столетие. Германските нашественици се настаняват в земите, които през Х в. ще образуват Англия. Образувани са Южносаксонско, Източносаксонско и Западносаксонско кралство, чиито управници си оспорват първенството над Бритенвалда през следващите няколко века. Това нашествие се нарича Adventus Saxonum в британските летописи.